# Lee Huan
Lee Huan (24 de setembro de 1917 - 2 de dezembro de 2010) foi um político da República da China (Taiwan). Foi primeiro-ministro da República da China entre 1989 e 1990.